# Ayumi Yasutomi
Ayumi Yasutomi [em japonês, 安冨 歩] (Osaka, 22 de março de 1963) é uma economista e política japonesa, além de professora no Institute of Advanced Studies on Asia da Universidade de Tóquio. Yasutomi se reconheceu como mulher transgênero em 2014. 

## Educação
Yasutomi formou-se na licenciatura em Economia na Universidade de Quioto em 1991 e continuou seus estudos na mesma instituição, obtendo seu doutorado em 1997, com uma linha de pesquisa sobre a história financeira da Manchúria. 

## Carreira
O primeiro cargo efetivo de Yasutomi foi como Pesquisadora Associada Visitante na London School of Economics, pelos anos de 1996 e 1997. Em 1997 Yasutomi foi contratada como Professora Assistente na Universidade de Nagoya até se mudar para a Universidade de Tóquio em 2000.  Em 2009, foi promovida a Professora, depois de ocupar vários cargos de professora assistente dentro da universidade. 
Ela é especialista em economia da Manchúria, cuja pesquisa recebeu o Prêmio Nikkei Economics Culture.  Outras linhas de pesquisa incluem a socioecologia do Leste Asiático, teoria econômica, dinâmica populacional, teoria do assédio, os trabalhos de Peter Drucker e os pensamentos de Confúcio. 

## Política
Em julho de 2018, Yasutomi concorreu como candidata nas eleições para prefeitura de Higashimatsuyama, perto de Tóquio.  Ela perdeu para o prefeito Koichi Morita por uma margem de 12.000 votos.  Na agenda de campanha de Yasutomi, sua prioridade era o foco em acabar com o abuso infantil.  Em 2019, Yasutomi foi uma dos dez candidatos do novo partido Reiwa Shinsengumi a se candidatar à Câmara dos Conselheiros. 
O filme Reiwa Uprising foi feito sobre a tentativa de Yasutomi de ser eleita e foi exibido no Festival de Cinema de Tóquio em 2019. 